# Старые Новаки
Старые Новаки (укр. Старі Новаки) — село в Лугинском районе Житомирской области Украины. Основано в 1872 году.
Код КОАТУУ — 1822885402. Население по переписи 2001 года составляет 161 человек. Почтовый индекс — 11313. Телефонный код — 4161. Занимает площадь 0,74 км².

## Адрес местного совета
11313, Житомирская область, Лугинский р-н, с.Степановка, ул.Центральная, 55а